# Victor Bruce
Victor Bruce, również lord Elgin, właśc.Victor Alexander Bruce, 9. hrabia Elgin i 13. hrabia Kincardine KG, GCSI, GCIE (ur. 16 maja 1849 w Montrealu, zm. 18 stycznia 1917 w Dunfermline) – brytyjski polityk i administrator kolonialny, w latach 1894–1899 wicekról Indii. Członek Partii Liberalnej. Minister w rządach Williama Ewarta Gladstone’a i Henry’ego Campbella Bannermana.

## Życiorys
Urodził się w Kanadzie, której gubernatorem generalnym był wówczas jego ojciec, 8. hrabia Elgin. Matką Victora była lady Mary Lambton, córka 1. hrabiego Durham. Jako czternastolatek Victor odziedziczył ojcowski tytuł 9. hrabiego Elgin. Wykształcenie pobierał w Glenalmond College, Eton College oraz w Balliol College na Uniwersytecie Oksfordzkim. Po osiągnięciu wymaganego prawem wieku 21 lat, zasiadł w Izbie Lordów. W 1886 r. został Skarbnikiem Dworu Królewskiego. Następnie po raz pierwszy objął stanowisko ministerialnie, sprawując krótko stanowisko pierwszego komisarza ds. prac publicznych (nie był jednak członkiem Gabinetu).
W 1894 r. został wicekrólem Indii. Jego kadencja przypadła na czas trudności gospodarczych i społecznych na subkontynencie. On sam nie czuł się zaś zbyt dobrze w warunkach pełnego pompy ceremoniału, towarzyszącego życiu wicekróla. W 1899 r. powrócił do Anglii i w uznaniu wybitnych zasług otrzymał Order Podwiązki (co w przypadku byłych wicekrólów stanowiło procedurę raczej rutynową).
W latach 1902–1903 stał na czele komisji badającej przyczyny kłopotów sił brytyjskich na frontach II wojny burskiej. W latach 1905–1908 był ministrem kolonii (jednym z jego zastępców był wówczas Winston Churchill). W 1908 r. przeszedł na polityczną emeryturę i osiadł w swych dobrach rodowych w Szkocji. Zmarł dziewięć lat później.

## Życie prywatne
9 listopada 1876 r. poślubił lady Constance Mary Carnegie (1851–1909), córkę Jamesa Carnegie, 9. hrabiego Southesk i lady Catherine Noel, córki 1. hrabiego Gainsborough. Victor i Constance mieli razem sześciu synów i pięć córek:
- Elisabeth Mary Bruce (1877–1944), żona sir Henry’ego Babingtona-Smitha, miała dzieci
- Christian Augusta Bruce (1879–1940), żona sir Herberta Ogilvy’ego, 12. baroneta, miała dzieci
- Constance Veronica Bruce (1880–1969), odznaczona Orderem Imperium Brytyjskiego
- Edward James Bruce (1881–1968), 10. hrabia Elgin
- Robert Bruce (1882–1959), komandor Orderu Imperium Brytyjskiego, ożenił się z Mary Lindley, miał dzieci
- Alexander Bruce (1884–1917)
- Marjorie Bruce ([1885–1901)
- David Bruce (1888–1964)), ożenił się z Jennet Rawstorne, miał dzieci
- Rachel Catherine Bruce (1890–1964), żona sir Harry’ego Verneya, 4. baroneta, nie miała dzieci
- kapitan John Bernard Bruce (1892–1971), ożenił się z Helen Rawstorne, miał dzieci
- Victor Alexander Bruce (1897–1930)

19 listopada 1913 r. poślubił Gertrude Lilian Sherbrooke (zm. 1971), córkę komandora Williama Sherbrooke’a. Victor i Gertrude mieli razem jednego syna:
- Bernard Bruce (1917–1983), ożenił się z Mary Miller, Georginą Argenti oraz z Mary Macdonald, nie miał dzieci